# José Ángel Carmona
José Ángel Carmona (El Viso del Alcor, 2002. január 29. –) spanyol korosztályos válogatott labdarúgó, a Getafe hátvédje kölcsönben a Sevilla csapatától.

## Pályafutása

### Klubcsapatokban
Carmona a spanyolországi El Viso del Alcorban született. Az ifjúsági pályafutását a Sevilla akadémiájánál folytatta.
2020-ban mutatkozott be a Sevilla tartalék, majd 2021-ben az első osztályban szereplő felnőtt keretében. Először a 2022. március 13-ai, Rayo Vallecano ellen 1–1-es döntetlennel zárult mérkőzés 67. percében, Marcos Acuña cseréjeként lépett pályára. 2022. szeptember 10-én, a Espanyol ellen 3–2-re megnyert találkozón kétszer is betalált az ellenfél hálójába. A 2022–23-as szezon második felében az Elche, míg a 2023–24-es szezonban a Getafe csapatát erősítette kölcsönben.

### A válogatottban
2022-ben debütált a spanyol U21-es válogatottban. Először a 2022. november 18-ai, Japán ellen 2–0-ra megnyert mérkőzés félidejében, Arnau Martínezt váltva lépett pályára.

## Statisztikák
2023. április 1. szerint
| Klub               | Szezon   | Osztály  | Bajnokság | Bajnokság | Kupa és Ligakupa | Kupa és Ligakupa | Nemzetközi | Nemzetközi | Összesen | Összesen |
| Klub               | Szezon   | Osztály  | Meccs     | Gól       | Meccs            | Gól              | Meccs      | Gól        | Meccs    | Gól      |
| ------------------ | -------- | -------- | --------- | --------- | ---------------- | ---------------- | ---------- | ---------- | -------- | -------- |
| Sevilla            | 2021–22  | La Liga  | 1         | 0         | 0                | 0                | 1          | 0          | 2        | 0        |
| Sevilla            | 2022–23  | La Liga  | 10        | 2         | 0                | 0                | 5          | 0          | 15       | 2        |
| Sevilla            | Összesen | Összesen | 11        | 2         | 0                | 0                | 6          | 0          | 17       | 2        |
| Elche (kölcsönben) | 2022–23  | La Liga  | 9         | 1         | 0                | 0                | —          | —          | 9        | 1        |
| Összesen           | Összesen | Összesen | 20        | 3         | 0                | 0                | 6          | 0          | 26       | 3        |